# A magyar labdarúgó-válogatott mérkőzései 1951-ben
A magyar labdarúgó-válogatottnak 1951-ben csak három találkozója volt, minden mérkőzés magyar győzelemmel végződött.
Szövetségi kapitány:
- Sebes Gusztáv

## Eredmények
| 281. mérkőzés 1951. május 27. | Magyarország                                                   | 6 – 0             | Lengyelország | Megyeri út, Budapest Nézőszám: 42 000 Játékvezető: Jaroslav Vlček (TCH) |
| 281. mérkőzés 1951. május 27. | Kocsis 27' 70' Sándor 37' Puskás 71' 75' (11-esből) Czibor 82' | (2 – 0) Részletek |               | Megyeri út, Budapest Nézőszám: 42 000 Játékvezető: Jaroslav Vlček (TCH) |

| 282. mérkőzés 1951. október 14. | Csehszlovákia | 1 – 2             | Magyarország   | Vítkovice Nézőszám: 45 000 Játékvezető: Franciszek Fronczyk (POL) |
| 282. mérkőzés 1951. október 14. | Vejvoda 23'   | (1 – 1) Részletek | Kocsis 21' 87' | Vítkovice Nézőszám: 45 000 Játékvezető: Franciszek Fronczyk (POL) |

| 283. mérkőzés 1951. november 18. | Magyarország                                                             | 8 – 0             | Finnország | Megyeri út, Budapest Nézőszám: 40 000 Játékvezető: Jaroslav Vlček (TCH) |
| 283. mérkőzés 1951. november 18. | Hidegkuti 9' 28' 85' Kocsis 23' 31' Czibor 54' Puskás 69' (11-esből) 71' | (4 – 0) Részletek |            | Megyeri út, Budapest Nézőszám: 40 000 Játékvezető: Jaroslav Vlček (TCH) |